# Pośrednie Solisko
Pośrednie Solisko (słow. Prostredné Solisko, niem. Mittlerer Solisko, dawniej Annaspitze, węg. Közepső-Szoliskó, dawniej Anna-csúcs) – szczyt o wysokości 2401 m n.p.m. (według wcześniejszych pomiarów około 2400 m) w Grani Soliska, w słowackich Tatrach Wysokich. Jest drugim co do wysokości szczytem w tej grani. Od Wielkiego Soliska oddziela go Wyżnia Soliskowa Ławka, natomiast od Soliskowych Czub i Soliskowych Turni – Leskowska Przełączka.
Dawniej Pośrednie Solisko było uważane za południowy wierzchołek Wielkiego Soliska (južný vrchol Veľkého Soliska), obecnie uznaje się je za samodzielny szczyt. Zachodnia ściana Pośredniego Soliska ma wysokość około 200 metrów, podobnie jak ściana sąsiedniego Wielkiego Soliska. Składa się z dwóch czarnych żeber, opadających na piarżyska Doliny Furkotnej spod szczytowej ścianki. Ściana wschodnia, opadająca do Doliny Młynickiej mierzy około 300 m wysokości i tworzy ją jednolity skalny wał. Jest dość mocno zatrawiona, a w zimie zaśnieżona i lawiniasta.
Na Pośrednie Solisko nie prowadzą żadne znakowane szlaki turystyczne. Przez taterników odwiedzane jest najczęściej przy przejściu grani lub przy okazji wejścia na Wielkie Solisko. Zdobycie wierzchołka Pośredniego Soliska jest łatwiejsze od strony Doliny Furkotnej niż od Doliny Młynickiej.

## Historia
Pierwsze wejścia turystyczne:
- Karol Englisch i Paul Spitzkopf senior, 19 lipca 1903 r. – letnie,
- Adam Karpiński i Stefan Osiecki, 12 kwietnia 1925 r. – zimowe[4].

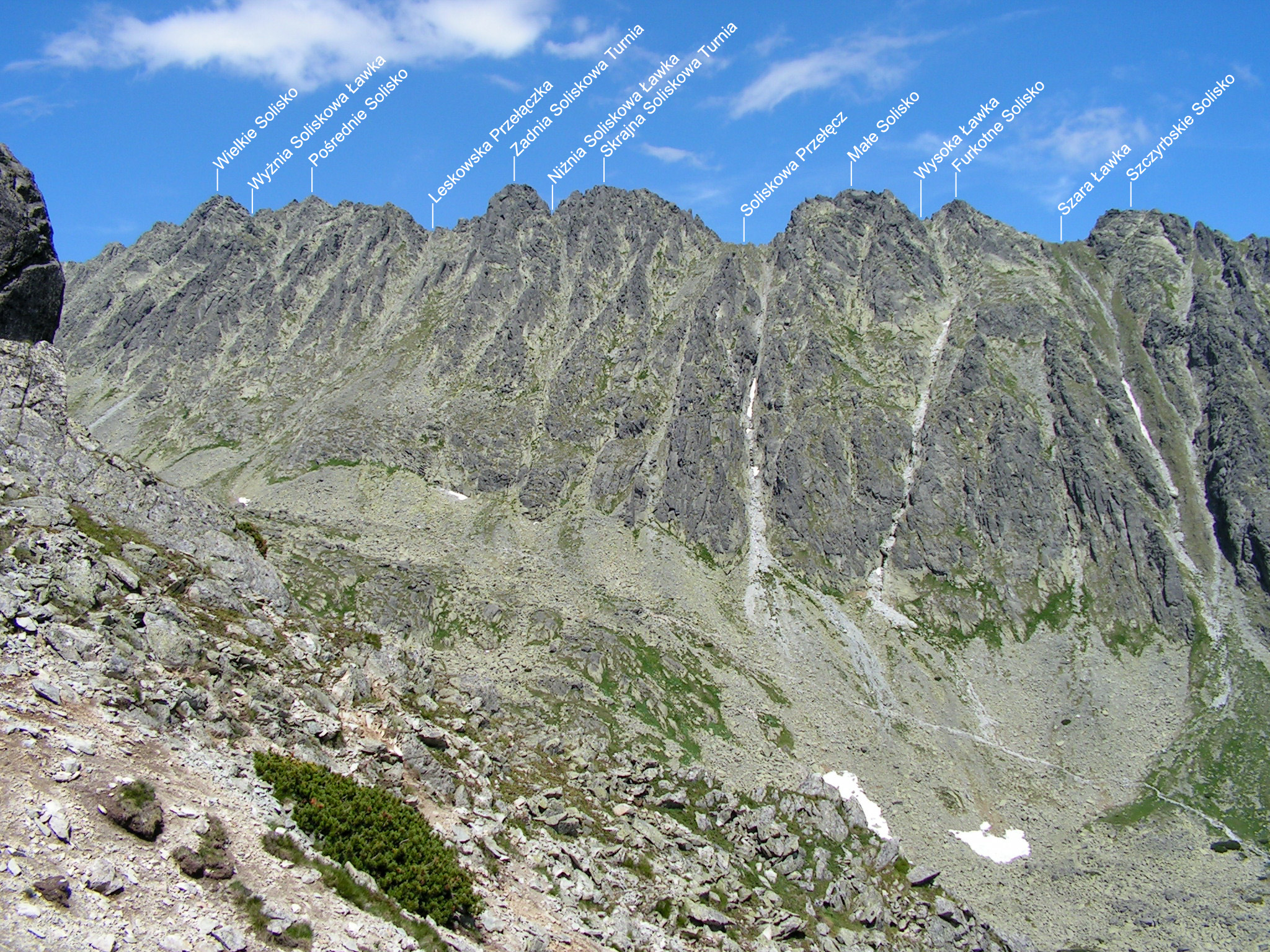
Widok z Doliny Furkotnej